# NWB Verlag
Der NWB Verlag ist ein in dritter Generation geführtes Familienunternehmen. Der Unternehmenssitz ist im nordrhein-westfälischen Herne. Das Verlagshaus hat seinen Schwerpunkt in den Themenbereichen Steuerrecht, Wirtschaftsrecht sowie Rechnungswesen sowie mit der Marke KIEHL in den Bereichen kaufmännische Aus- und Weiterbildung.
Die Geschäftsführung bilden der geschäftsführende Gesellschafter Ludger Kleyboldt (Enkel des Unternehmensgründers) und Geschäftsführer Mark Liedtke.

## Geschichte
Der NWB Verlag wurde 1947 von Friedrich Wilhelm Schlenkhoff als Verlag Neue Wirtschafts-Briefe gegründet. Zusammen mit Freunden gab er im gleichen Jahr die erste Ausgabe der Zeitschrift „Neue Wirtschafts-Briefe“ heraus. Ziel war es, Steuerberatern aktuelle Informationen aus dem Steuer- und Wirtschaftsrecht zur Verfügung zu stellen.
Die Belegschaft wuchs später auf 25 Mitarbeiter an. Dadurch wurde das Elternhaus des Gründers, das seinerzeit den Verlag beherbergte, zu klein. Neue Räume fanden sich ein paar hundert Meter weiter in einem ehemaligen Fabrikgebäude. Bevor dieses zum Verlag umgebaut wurde, war dort eine mit Hernes erster Dampfmaschine angetriebene Ölmühle untergebracht. Mit der Abwärme wurde eine sozial ausgerichtete Wäscherei betrieben. In den 1960er Jahren kam ein mehrstöckiger Neubau, Anfang der 1990er Jahre ein neues Logistikzentrum hinzu.
Im Jahr 1964 stieß der Friedrich Kiehl Verlag dazu. Der Umzug des Kiehl Verlages nach Herne erfolgte erst 2010. Die beiden Gesellschaften wurden rechtlich vereinigt. Seit 2008 ist der NWB Verlag an dem Steuerrechtsinstitut Knoll in München beteiligt. Im Jahr 2016 erfolgte die Übernahme des Presseverlags JUVE in Köln. Drei Jahre später, im Jahr 2019, wurde der Fachverlag SIS in München übernommen. Seit dem 1. Januar 2022 organisiert sich das Unternehmen in einer neuen Gruppenstruktur.

## Verlagsprogramm (Auswahl)
- NWB Steuer- und Wirtschaftsrecht (NWB)
- NWB Rechnungswesen (BBK)
- NWB Wirtschaftsprüfung
- NWB Unternehmensteuern und Bilanzen (StuB)
- NWB Internationale Rechnungslegung (PiR)
- NWB Internationales Steuer- und Wirtschaftsrecht (IWB)
- NWB Steuer und Studium
- NWB Betriebswirtschaftliche Beratung (BBB)
- NWB Erben und Vermögen

## Die Marken des NWB Verlags
- NWB – Fachinformationen zum Steuer- und Wirtschaftsrecht und zum Rechnungswesen
- Kiehl – spezialisiert auf Aus- und Weiterbildung
- JUVE – Herausgeber des jährlich erscheinenden JUVE Handbuchs „Wirtschaftskanzleien mit Branchenrankings und Analysen“

## Auszeichnungen
- Fachmedium des Jahres 2016[4] – Beste integrierte Markenführung[5]
- Ökoprofit-Preis (2009)[6]
- Fahrradfreundlichster Arbeitgeber Deutschlands (2010)[7]
- Familienfreundliches Unternehmen (2008)[8]
- Fachmedium des Jahres (Sonderpreis, 2011)[9]
- AKEP Award (Sonderpreis, 2007)[10]
- Fachzeitschrift des Jahres (2006)[11]
- AKEP Award (2005)[12]